# Cal Petersen
Calvin Louis "Cal" Petersen, född 19 oktober 1994, är en amerikansk professionell ishockeymålvakt som är kontrakterad till Los Angeles Kings i National Hockey League (NHL) och spelar för Ontario Reign i American Hockey League (AHL). Han har tidigare spelat för Notre Dame Fighting Irish (University of Notre Dame) i National Collegiate Athletic Association (NCAA), Waterloo Black Hawks i United States Hockey League (USHL) och Topeka Roadrunners i North American Hockey League (NAHL).
Petersen draftades i femte rundan i 2013 års draft av Buffalo Sabres som 129:e spelare totalt.